# Хурэлбаатарын Хаш-Эрдэнэ
Хурэлбаатарын Хаш-Эрдэнэ (монг. Хүрэлбаатарын Хаш-Эрдэнэ; род. 14 ноября 1983 года, аймак Орхон) — монгольский лыжник, участник двух Олимпийских игр и двух чемпионатов мира.

## Карьера
В Кубке мира Хурэлбаатарын Хаш-Эрдэнэ дебютировал 29 ноября 2008 года, всего имеет на своём счету два старта в гонках в рамках Кубка мира, но в них он не поднимался выше 77-го места и кубковых очков не завоёвывал.
На Олимпийских играх 2006 года в Турине был 85-м в гонке на 15 км классическим стилем.
На Олимпийских играх 2010 года в Ванкувере занял 87-е место в гонке на 15 км свободным стилем.
За свою карьеру принимал участие в двух чемпионатах мира, лучший результат 72-е место в спринте классическим стилем на чемпионате мира 2005 года в Оберстдорфе.